# Eleições parlamentares europeias de 1994 (Alemanha)
As eleições parlamentares europeias de 1994 na Alemanha, que foram as primeiras após a reunificação da Alemanha, realizaram-se a 12 de Junho e serviram para eleger os 99 deputados do país para o Parlamento Europeu. 

## Resultados Nacionais
| Partido                 | Partido                           | Partido                           | Votos          | %               | +/-     | Deputados | +/-   |
| ----------------------- | --------------------------------- | --------------------------------- | -------------- | --------------- | ------- | --------- | ----- |
|                         |                                   | União Democrata-Cristã            | 11 346 073     | 32,04 / 100,00  | 2,50    | 39 / 99   | 14    |
|                         | União Social-Cristã               | 2 393 374                         | 6,79 / 100,00  | 1,46            | 8 / 99  | 1         |       |
| A União                 | A União                           | 13 739 447                        | 38,83 / 100,00 | 1,04            | 47 / 99 | 15        |       |
|                         | Partido Social-Democrata          | Partido Social-Democrata          | 11 389 697     | 32,16 / 100,00  | 5,16    | 40 / 99   | 9     |
|                         | Aliança 90/Os Verdes              | Aliança 90/Os Verdes              | 3 563 268      | 10,06 / 100,00  | 1,61    | 12 / 99   | 5     |
|                         | Partido do Socialismo Democrático | Partido do Socialismo Democrático | 1 670 316      | 4,72 / 100,00   | Novo    | 0 / 99    | Novo  |
|                         | Partido Democrático Liberal       | Partido Democrático Liberal       | 1 442 857      | 4,07 / 100,00   | 1,52    | 0 / 99    | 4     |
|                         | Os Republicanos                   | Os Republicanos                   | 1 387 070      | 3,92 / 100,00   | 3,20    | 0 / 99    | 6     |
|                         | Aliança dos Cidadãos Livres       | Aliança dos Cidadãos Livres       | 385 676        | 1,09 / 100,00   | Novo    | 0 / 99    | Novo  |
|                         | Outros                            | Outros                            | 1 833 083      | 5,18 / 100,00   |         | 0 / 99    |       |
| Votos inválidos         | Votos inválidos                   | Votos inválidos                   | 884 115        | 2,44 / 100,00   | 1,38    |           |       |
| Total                   | Total                             | Total                             | 36 295 529     | 100,00 / 100,00 |         | 99 / 99   | 18    |
| Eleitorado/Participação | Eleitorado/Participação           | Eleitorado/Participação           | 60 473 927     | 60,02 / 100,00  | 2,26    |           |       |
| Fonte                   | Fonte                             | Fonte                             | [ 1 ]          | [ 1 ]           | [ 1 ]   | [ 1 ]     | [ 1 ] |

## Resultados por Estados federais
| Estados federais                 | SPD  | CDU  | GRÜ  | CSU  | PDS  | FDP | REP | BFB |
| -------------------------------- | ---- | ---- | ---- | ---- | ---- | --- | --- | --- |
| Baden-Württemberg                | 26,6 | 42,0 | 13,2 | -    | 0,5  | 5,2 | 6,0 | 1,1 |
| Baixa Saxônia                    | 39,7 | 39,7 | 9,8  | -    | 0,7  | 3,9 | 2,4 | 1,0 |
| Baviera                          | 23,7 | -    | 8,7  | 48,9 | 0,4  | 3,3 | 6,6 | 1,9 |
| Berlim                           | 28,1 | 28,4 | 14,3 | -    | 15,9 | 3,2 | 3,3 | 0,9 |
| Brandemburgo                     | 36,9 | 23,4 | 4,6  | -    | 22,6 | 2,7 | 2,3 | 0,9 |
| Bremen                           | 40,7 | 28,0 | 16,1 | -    | 2,1  | 4,6 | 3,0 | 1,0 |
| Hamburgo                         | 34,6 | 32,1 | 18,4 | -    | 1,4  | 3,7 | 3,1 | 1,5 |
| Hesse                            | 34,9 | 37,0 | 12,2 | -    | 0,8  | 4,7 | 4,6 | 1,4 |
| Mecklemburgo-Pomerânia Ocidental | 22,5 | 33,6 | 4,8  | -    | 27,3 | 2,3 | 2,6 | 0,9 |
| Renânia do Norte-Vestfália       | 40,1 | 37,0 | 11,2 | -    | 0,6  | 4,3 | 2,7 | 0,7 |
| Renânia-Palatinado               | 38,2 | 40,8 | 8,7  | -    | 0,4  | 4,0 | 3,7 | 0,8 |
| Sarre                            | 43,4 | 35,7 | 8,2  | -    | 0,4  | 3,7 | 4,3 | 0,8 |
| Saxônia                          | 21,0 | 39,2 | 5,6  | -    | 16,6 | 3,8 | 3,5 | 1,1 |
| Saxônia-Anhalt                   | 27,9 | 30,1 | 5,7  | -    | 18,9 | 4,7 | 2,8 | 1,0 |
| Schleswig-Holstein               | 35,5 | 40,6 | 11,9 | -    | 0,7  | 3,8 | 2,1 | 1,3 |
| Turíngia                         | 26,0 | 35,8 | 6,0  | -    | 16,9 | 4,3 | 2,9 | 0,7 |
| Alemanha                         | 32,2 | 32,0 | 10,1 | 6,8  | 4,7  | 4,1 | 3,9 | 1,1 |